# Remigijus Žemaitaitis
Remigijus Žemaitaitis (ur. 30 maja 1982 w Szyłokarczmie) – litewski polityk i prawnik, poseł na Sejm Republiki Litewskiej, przewodniczący partii Porządek i Sprawiedliwość i następnie ugrupowania Wolność i Sprawiedliwość, założyciel i lider Świtu Niemna.

## Życiorys
W 2000 ukończył szkołę średnią w Szyłokarczmie, a w 2005 studia prawnicze na Uniwersytecie Wileńskim. Od 2002 pracował w firmie prawniczej, był też krótko urzędnikiem w Głównej Komisji Wyborczej, zatrudniony od 2005 jako asystent sędziego. Zaangażował się w działalność partii Porządek i Sprawiedliwość. Był asystentem jej liderów Rolandasa Paksasa i Juozasa Imbrasasa. Bez powodzenia kandydował do Sejmu w wyborach w 2008 i do Parlamentu Europejskiego w wyborach w 2009. W tym samym roku uzyskał jednak mandat poselski, wygrywając wybory uzupełniające rozpisane po rezygnacji socjaldemokraty Zigmantasa Balčytisa. W 2012 i 2016 Remigijus Žemaitaitis z powodzeniem ubiegał się o poselską reelekcję.
W październiku 2016, po rezygnacji złożonej przez Rolandasa Paksasa, został pełniącym obowiązki przewodniczącego Porządku i Sprawiedliwości, a w grudniu tegoż roku formalnie stanął na czele partii. W wyborach w 2019 otwierał listę kandydatów swojej partii do Europarlamentu, która nie uzyskała żadnych mandatów.
W 2020 objął funkcję przewodniczącego partii Wolność i Sprawiedliwość, formacji powstałej z przekształcenia LLS, do której dołączyły postawione w stan likwidacji ugrupowanie Porządek i Sprawiedliwość oraz ruch Artūrasa Paulauskasa. Funkcję tę sprawował do jesieni 2022.
W wyborach w tym samym roku został ponownie wybrany do Sejmu jako jedyny kandydat swojego ugrupowania. W wyborach w 2023 bez powodzenia ubiegał się o stanowisko mera Kłajpedy, przegrywając w I turze z wynikiem  20,4%. Zdobył wówczas mandat radnego Kłajpedy, którego nie przyjął, decydując się na dalszą pracę w parlamencie. W 2023 został zawieszony w prawach członka Wolności i Sprawiedliwości, co uzasadniano jego ocenianymi jako antysemickie wypowiedziami. W tym samym roku założył nowe ugrupowanie Świt Niemna. W sprawie jego wypowiedzi zostało wszczęte postępowanie prokuratorskie, a Sąd Konstytucyjny stwierdził, że tymi wypowiedziami naruszył konstytucję. Remigijus Žemaitaitis pod koniec kwietnia 2024 złożył mandat poselski, odchodząc z Sejmu na początku następnego miesiąca.
Również w 2024 zarejestrowano go jako kandydata w rozpisanych na maj tegoż roku wyborach prezydenckich. W pierwszej turze otrzymał 9,2% głosów, zajmując czwarte miejsce wśród 8 kandydatów. W wyborach do Sejmu w tym samym roku jego formacja zajęła  trzecie miejsce w okręgu proporcjonalnym, Remigijus Žemaitaitis ponownie został wybrany na posła, wygrywając w pierwszej turze w okręgu większościowym.